# Rebeka Ibrahima
Rebeka Ibrahima (nacida Rebeka Koha; Ventspils, 19 de mayo de 1998) es una deportista letona que compite en halterofilia.
Ganó dos medallas de bronce en el Campeonato Mundial de Halterofilia, en los años 2017 y 2018, y cinco medallas en el Campeonato Europeo de Halterofilia entre los años 2016 y 2025.
Participó en los Juegos Olímpicos de Río de Janeiro 2016, ocupando el cuarto lugar en la categoría de 53 kg.

## Palmarés internacional
| Campeonato Mundial | Campeonato Mundial       | Campeonato Mundial | Campeonato Mundial |
| Año                | Lugar                    | Medalla            | Categoría          |
| ------------------ | ------------------------ | ------------------ | ------------------ |
| 2017               | Anaheim (Estados Unidos) | Medalla de bronce  | 58 kg              |
| 2018               | Asjabad (Turkmenistán)   | Medalla de bronce  | 59 kg              |
| Campeonato Europeo |                          |                    |                    |
| Año                | Lugar                    | Medalla            | Categoría          |
| 2016               | Førde (Noruega)          | Medalla de bronce  | 53 kg              |
| 2017               | Split (Croacia)          | Medalla de plata   | 58 kg              |
| 2018               | Bucarest (Rumania)       | Medalla de oro     | 58 kg              |
| 2019               | Batumi (Georgia)         | Medalla de oro     | 59 kg              |
| 2025               | Chisináu (Moldavia)      | Medalla de bronce  | 59 kg              |